# Blurry Eyes
「Blurry Eyes」（ブルーリー アイズ）は、日本のロックバンド、L'Arc〜en〜Cielの1作目のシングル。1994年10月21日発売。発売元はKi/oon Sony Records。

## 概要
メジャーデビューシングル「眠りによせて」以来約3ヶ月ぶりとなるシングル。本作の表題曲は、1994年7月14日に発売した2ndアルバム『Tierra』からのリカットとなっている。なお、前作がビデオシングルであったため、本作は"1作目のCDシングル"に位置付けられる。そのため、これがメジャーデビューシングルであると勘違いされやすいが、メジャーデビュー作品は1994年7月1日に発表したビデオシングル「眠りによせて」である。
本作の表題曲「Blurry Eyes」は、軽やかなギターにリズミカルに駆け巡るベース、テクニカルなドラミングが印象的なロックナンバーとなっている。L'Arc〜en〜Cielは、活動最初期の頃に発表した楽曲をあまりライヴで演奏しないバンドであるが、この曲は比較的コンスタントにライヴで演奏されている。また、表題曲は1994年10月7日から日本テレビ系列で放送されたテレビアニメ『D・N・A² 〜何処かで失くしたあいつのアイツ〜』のオープニングテーマに使用されている。（詳細は楽曲解説の項目を参照）
また、カップリング曲には、アルバム『Tierra』に初収録された楽曲「Wind of Gold」をリアレンジしたバージョン「Wind of Gold (Many Kind of Percussion Mix)」が収められている。

## リリース

### リリースの経緯
本作のリリースは、2ndアルバム『Tierra』に収録された「Blurry Eyes」がテレビアニメ『D・N・A² 〜何処かで失くしたあいつのアイツ〜』のオープニングテーマに使用されたことがきっかけで決まっている。ただ、タイアップがついたことはおろか、シングルカットをすること自体、メンバーの与り知らぬところで決定されていたという。
バンドのリーダーを務めるtetsuyaは1996年に発売されたインタビュー本の中で、シングルリリース当時の環境について「僕らの知らないところでいろいろと動いてた」と述懐している。

### リリース形態
本作は、通常盤（CD）の1形態でリリースされている。なお、初回限定仕様はスペシャルキャラクターシート付きとなっている。ちなみにフィジカルは、当時8cmシングルとして発表されていたが、2006年のシングル14作品再発企画において12cmシングルで再発売されている。
なお、本作は発売初週となる1994年10月31日付のオリコン週間シングルチャートにおいて、週間22位を記録している。ただ、2006年8月30日に発売された12cmCD再発盤が、2006年9月11日付のオリコン週間シングルチャートにおいて週間12位にチャートインしたことにより、約11年10か月ぶりに最高順位を更新している。

## ミュージックビデオ
表題曲「Blurry Eyes」のミュージック・ビデオは、後藤新吾がディレクターを務めた作品となっている。映像には真夜中に光るメリーゴーランドが映し出された幻想的なシーンが挿入されているが、このシーンはよみうりランドを貸切にして撮影されたものとなっている。なお、撮影場所は1996年に放送されたラジオ番組における、tetsuyaとsakuraの会話により明らかになっている。ただ、こういったエピソードがありながら、未だに撮影場所をとしまえんと誤解しているリスナーが多い。2020年には、tetsuyaがパーソナリティを務めるラジオ番組において、tetsuyaの口から再び「あれはよみうりランドです」と実際の撮影地が語られている。
このミュージック・ビデオは、1995年5月21日に発表したビデオシングル『and She Said』に初収録されている。また、2003年3月19日に発表したベスト・アルバム『The Best of L'Arc-en-Ciel 1994-1998』の初回限定盤特典DVD、さらに2007年2月14日に発表したクリップ集『CHRONICLE 0 -ZERO-』にもこの映像が収録されている。そして、2019年12月11日には公式YouTubeアーティストチャンネルにおいて、YouTube Music Premium限定で映像の有料公開が開始されている。前述のYouTubeチャンネルでの有料公開開始から約2年4ヶ月後となる2022年4月1日からは、同サイトで映像の無料公開が開始されている。

## 収録曲
| #         | タイトル                                       | 作詞      | 作曲      | 編曲            | 時間  |
| --------- | ---------------------------------------------- | --------- | --------- | --------------- | ----- |
| 1.        | 「Blurry Eyes」                                | hyde      | tetsu     | L'Arc〜en〜Ciel | 4:22  |
| 2.        | 「Wind of Gold (Many Kind of Percussion Mix)」 | hyde      | ken       | L'Arc〜en〜Ciel | 4:36  |
| 3.        | 「Blurry Eyes (Voiceless Version)」            |           | tetsu     | L'Arc〜en〜Ciel | 4:20  |
| 合計時間: | 合計時間:                                      | 合計時間: | 合計時間: | 合計時間:       | 13:18 |

## 楽曲解説
1. Blurry Eyes
  - 作詞: hyde / 作曲: tetsu / 編曲: L'Arc〜en〜Ciel

軽やかなギターにリズミカルに駆け巡るベース、テクニカルなドラミングが印象的なロックナンバー。作曲を手掛けたtetsuyaは、この曲について「まだラルク結成以前にkenとやっていた頃、「Be destined」、「予感」の次に出来た曲ですね。ちょっと意外に思うかもしれないけど、昔からあった曲なんです[6]」と述べている。L'Arc〜en〜Cielとしてこの曲を発表するにあたり、hydeが歌メロを作り直すなど、メンバー4人によるリアレンジ作業が行われている[6]。
この曲のリズムは、基本的に4/4拍子だが、Dメロの＜Why do you stare at the sky with your blurry eyes？＞の部分および、アウトロの部分で6/8拍子に変わる。この曲のリズムアプローチについて、sakuraは「この曲はヴィジョンを考えることよりも勢いが強かった。オレの中にあるイアン・ペイス（ディープ・パープル）を曲に落とし込めばいいかって感じで（笑）。途中で変拍子ありポリ・リズムありで、ふつうじゃないけど。ふつうに聴こえつつも、そうではないところがラルクらしいかな[7]」と述べている。
歌詞のテーマ及びイメージについて、作詞を担当したhydeは「一見、楽しそうなんだけど、奥に秘めた不安な気持ちみたいなものを出したかった。たとえば、別れの予感的な…[8]」「主人公は自分ではないです。たぶん、あの時、相手はこうだったろうな、っていうような内容です[8]」と語っている。また、後年hydeは日本語の歌詞を書くうえで、自身が尊敬する小田和正（ex.オフコース）が綴る歌詞の言葉選びや抽象的な比喩表現を参考にしたと語っており[9]、参考にして書いた歌詞のひとつの例として、この曲をあげている[9]。2016年に受けた音楽雑誌『Rolling Stone Japan』の取材においてhydeは、小田和正の手掛ける歌詞に触れたうえで、自身の作詞作業について「音楽を作り始めた頃は僕はハードコアや、ゴシックロックにハマってたから、ラルクを始めて、すごくキャッチーな曲がメンバーから出てきた時に、どういう詩を書いていいかさっぱりわからなかったんです。"何を言ってええんやろうな？"ってすごい迷って試行錯誤して詩を書いた時に、開いた引き出しがオフコースで。オフコースの曲って、実は都会的なクールな感じで、歌詞もすごく抽象的だと思います。言葉もかなり選んでいるし。そういうところで、"あ、こういう表現の仕方があるな"って。歌詞もその時の影響が出てる。例えば「Blurry Eyes」は、小田和正さんが使うような言葉がいくつかあると思います[9]」と述べている。
また、この曲をライヴで披露する際は、演奏開始の合図を送るように、曲の冒頭でhydeがホイッスルを吹くことが定番となっている。そして1Aの歌唱前に、hydeがそのホイッスルを客席に投げ入れるといったパフォーマンスもひとつのお約束になっている。さらに、この曲のDメロ終わりで演奏を一旦止め、メンバーのMCを挟んだ構成で披露されることもある。
余談だが、この曲がテーマソングとして使われたアニメ『D・N・A² 〜何処かで失くしたあいつのアイツ〜』のサウンドトラックには、ストリングスアレンジバージョンとなる「Blurry Eyes (Strings Version-Instrumental)」が収められている。なお、L'Arc〜en〜Cielのメンバーはストリングスバージョンの制作に関与していない。
2. Wind of Gold (Many Kind of Percussion Mix)
  - 作詞: hyde / 作曲: ken / 編曲: L'Arc〜en〜Ciel

2ndアルバム『Tierra』の収録曲「Wind of Gold」のリアレンジバージョン。
ガットギターの音色が印象的な、レゲエの雰囲気も内包された楽曲。作曲者であるkenは、この曲の着想について「裏で（ギターが）つまびいていくようなのも気持ちいいなって思って、そういう曲も欲しいっていう感じで作った[10]」と語っている。また、sakuraはこの曲の印象について「質素で密室的な空気が曲に流れていると感じるかもしれないけど、ある種、大陸的なところもある。スカとかレゲエがかなりブレンドされていると思う[7]」と述べている。
なお、本作に収録されたリアレンジバージョンでは、アルバム『Tierra』に収録された原曲からドラム音を抜き、sakuraがティンバレスなどの様々なパーカッションの音を入れている。他にもこのリアレンジバージョンでは、ガットギターのソロパートをフィーチャーしており、アルバム収録版に比べ華やかさを強調したアレンジが施されている。
また、作詞を手掛けたhydeは、作詞作業を振り返り「この曲は馬車に揺られているイメージで受けとめて、そこから出てきたストーリーを書いていきました[8]」と語っている。さらに、hydeは作詞作業を振り返り「（アルバム『Tierra』の収録曲の中で）いちばん詞が出来るのが早かった曲です。歌いながら、自分の中から詞が出てきて…。それは自分としては意外な展開でしたね[8]」とアルバム『Tierra』発売時に受けたインタビューで語っている。なお、このバージョンは、本作のみの収録となっており、どのアルバムにも収録されていない。
ちなみに、2015年に開催したライヴ「L'Arc〜en〜Ciel LIVE 2015 L'ArCASINO」において、夕暮れに似合う曲として、1996年開催のライヴ「Kiss me deadly heavenly '96 REVENGE」以来約19年ぶりに「Wind of Gold」が披露されている。なお、この公演では、本作に収録したリアレンジバージョンをベースに、yukihiroのドラムサウンドを足した更なるアレンジバージョンで披露されている。

## タイアップ
Blurry Eyes
- 日本テレビ系テレビアニメ『D・N・A² 〜何処かで失くしたあいつのアイツ〜』オープニングテーマ

## 参加ミュージシャン
- hyde：Vocal
- ken：Guitar
- tetsu：Bass
- sakura：Drums & Percussions
  - 富樫春生：Keyboards

## カバー
（※）音源がフィジカルに収録されているものに限り記載する。
- ヴィンス・ニール （2012年、トリビュートアルバム『L'Arc〜en〜Ciel Tribute』に収録）

## 収録アルバム
オリジナルアルバム
- 『Tierra』（#1）

ベストアルバム
- 『Clicked Singles Best 13』（#1）
- 『The Best of L'Arc〜en〜Ciel 1994-1998』（#1）
- 『TWENITY 1991-1996』（#1）
- 『WORLD'S BEST SELECTION』（#1）

サウンドトラック
- 『D・N・A² SOUND TRACK』（#1、#1,ストリングスバージョン）